# Камсактинський сільський округ
Камсакти́нський сільський округ (каз. Қамысақты ауылдық округі, рос. Камсактинский сельский округ) — адміністративна одиниця у складі Айиртауського району Північноказахстанської області Казахстану. Адміністративний центр — село Карасевка.
Населення — 1341 особа (2021; 2368 у 2009, 3086 у 1999, 4375 у 1989).
Станом на 1989 рік існували Камсактинська сільська рада (села Бірлестік, Карасевка, Кизиласкер, Орлиногорське, Оскен) та Світлівська сільська рада (село Світле).

## Склад
До складу округу входять такі населені пункти:
| Населений пункт     | Старі назви | Населення, осіб (1989) | Населення, осіб (1999) | Населення, осіб (2009) | Населення, осіб (2021) |
| ------------------- | ----------- | ---------------------- | ---------------------- | ---------------------- | ---------------------- |
| Бірлестік, село     | -           | 618                    | 594                    | 591                    | 389                    |
| Карасевка, село     | -           | 1295                   | 720                    | 498                    | 266                    |
| Кумтоккен, село     | Кизиласкер  | 575                    | 527                    | 441                    | 243                    |
| Орлиногорське, село | -           | 171                    | 192                    | 117                    | 45                     |
| Світле, село        | -           | 1365                   | 791                    | 476                    | 246                    |
| Укілі-Ибирай, село  | Оскен       | 351                    | 262                    | 245                    | 152                    |